# Lazany
Lazany (allemand : Losen, hongrois : Bajmóclazán) est un village du district de Prievidza, dans la région de Trenčín, en Slovaquie.

## Histoire
La première mention écrite du village date de 1430.

## Démographie

### Évolution de la population
| Année:               | 1994. | 2004.    | 2014.   | 2024.   |
| -------------------- | ----- | -------- | ------- | ------- |
| Nombre de personnes: | 1382  | 1571     | 1654    | 1804    |
| Différence:          |       | +13,67 % | +5,28 % | +9,06 % |

| Année:               | 2023. | 2024.   |
| -------------------- | ----- | ------- |
| Nombre de personnes: | 1785  | 1804    |
| Différence:          |       | +1,06 % |